# Fernando Fader

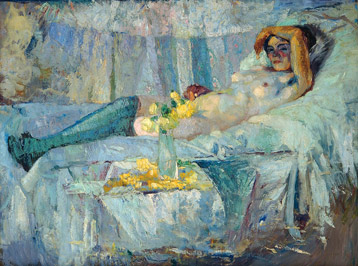
Desnudo, 1921

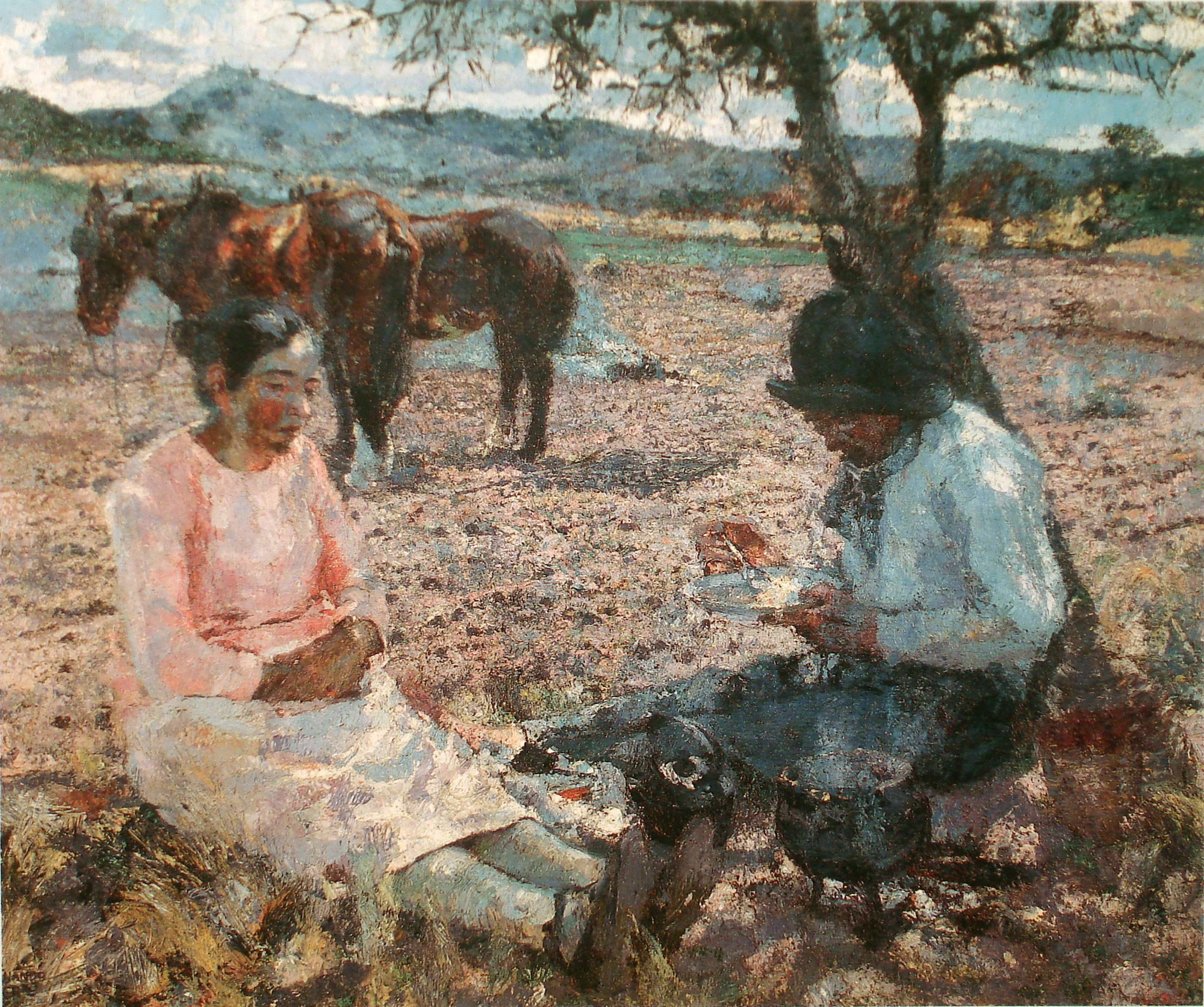
La mazamorra, 1927

Fernando Fader (ur. 11 kwietnia 1882 w Bordeaux, zm. 25 lutego 1935 w Córdobie) – argentyński artysta malarz pochodzenia francuskiego, należący do grona postimpresjonistów.

## Życie i twórczość
Fernando Fader urodził się w Bordeaux we Francji w 1882 roku. W 1884 roku, jego ojciec (pochodzenia pruskiego) postanowił przenieść się do Argentyny, gdzie wraz z żoną i synem osiedlił się w mieście Mendoza. Jednak kilka lat później podjął decyzję o powrocie do Francji. Po ukończeniu szkoły średniej w 1898 roku Fernando Fader powrócił do Mendozy, gdzie zajął się malowaniem miejskich pejzaży.
W 1900 roku przeniósł się do Monachium, gdzie kilka lat później rozpoczął studia pod kierunkiem Heinricha von Zügel w tamtejszej Akademii Sztuk Pięknych. W 1906 roku złożył krótką wizytę w Buenos Aires. Tam po raz pierwszy wystawiono jego dzieła. Tam również dołączył do grona postimpresjonistów, gdzie wraz z Cesáreo Bernaldo de Quirós'a, rzeźbiarzem Rogelio Yrurtią i Martínem Malharro założył grupę Nexus. Jednak ich twórczość stała w opozycji do modnego w tym czasie impresjonizmu.
Grupa Nexus przetrwała do 1910 roku. Wtedy to atelier Malharra stało się najbardziej wpływowym atelier w Argentynie. Po nagłej śmierci Malharro grupa została rozwiązana. Fader osiedlił się w Buenos Aires w 1914 roku, gdzie zdobył pierwszą nagrodę na Czwartym Międzynarodowym Konkursie Art Bienale. Jego dzieła zostały wystawione w galeriach w Hiszpanii i Niemczech. W 1915 roku zdobył złoty medal podczas odbywającego się w San Francisco Pacific International Exposition.
W 1915 roku, w związku z początkowym stadium gruźlicy Fader przeniósł się do Córdoby. Tam rozpoczął się drugi okres jego twórczości, w którym dzieła wykazywały więcej impresjonistycznych cech. Tam też stworzył swoje najbardziej znane dzieła. Większość z nich w romantyczny sposób przedstawiała życie wiejskie. Ten niezwykle produktywny okres przerwało nagłe pogorszenie stanu zdrowia Fadera, które w 1921 roku doprowadziło do astmy i uniemożliwiło jakąkolwiek pracę na wolnym powietrzu. W związku z tym, Fader malował głównie martwą naturę, akty i autoportrety. Dzieła z tego czasu zaliczają się do trzeciego okresu jego twórczości.
W 1932 roku z okazji 50. urodzin Fadera, z inicjatywy związku galerii w Buenos Aires zorganizowano retrospektywę, podczas której zaprezentowano 119 dzieł artysty. Niestety, stan zdrowia artysty nie pozwolił na uczestniczenie w tym wydarzeniu. Fernando Fader zmarł w Córdobie w 1935 roku, w wieku 52 lat.